# Anatolij Ďatlov
Anatolij Stěpanovič Ďatlov (rusky Анатолий Степанович Дятлов; 3. března 1931, Krasnojarský kraj, Rusko – 13. prosince 1995) byl sovětský technik, zástupce hlavního inženýra Černobylské jaderné elektrárny V. I. Lenina, který řídil test, jenž vedl k černobylské havárii.
Dne 26. dubna 1986 řídil bezpečnostní test na reaktoru č. 4 atomové elektrárny, který způsobil nejhorší nehodu v dějinách jaderných elektráren na světě. V roce 1987 byl uznán vinným za „závažné selhání při řízení zařízení s možností výbuchu“ a byl odsouzen k 10 letům vězení. Po pěti letech byl z vězení propuštěn kvůli zhoršování jeho zdravotního stavu. O černobylské havárii napsal knihu, ve které namísto personálu viní za nehodu špatnou konstrukci elektrárny.
Během nehody byl vystaven dávce radiace 650 rem (6,5 Sv), odpovídá akutnímu radiačnímu syndromu.
Zemřel na infarkt myokardu v roce 1995. Je pohřbení na Lesním hřbitově v Kyjevě.